# Neriunaq
Neriunaq [nɜˈʁiunɑq] (nach alter Rechtschreibung Neriunaĸ) ist eine grönländische Schäfersiedlung im Distrikt Nuuk in der Kommuneqarfik Sermersooq.

## Lage

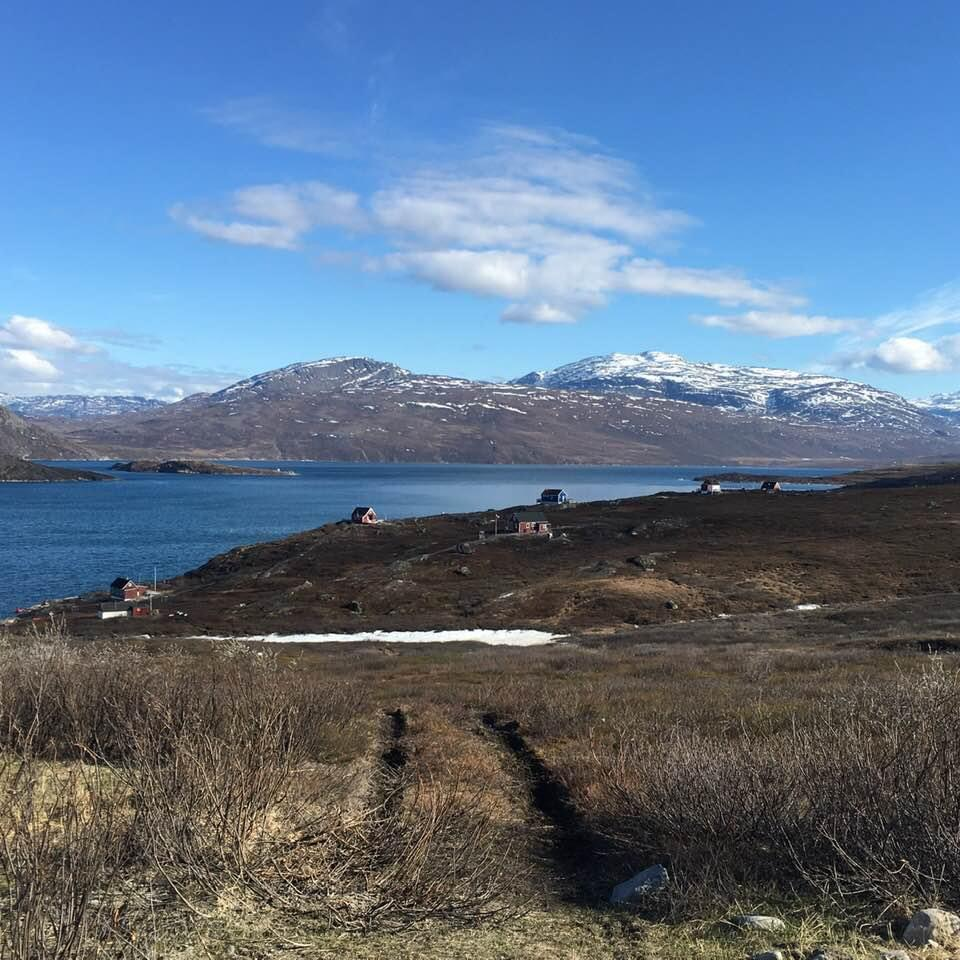
Der südliche Teil von Neriunaq (2020)

Neriunaq liegt am Ende des Kapisillit Kangerluat. Auf der gegenüberliegenden Fjordseite liegt Kapisillit.

## Geschichte
An der Stelle von Neriunaq befand sich früher der Wohnplatz Illorsuit. 1937 zogen neun Personen an diese Stelle und zwölf Personen etwas weiter südlich, wo heute Neriunaq liegt. 1941 wurden fünfzehn Einwohner in Illorsuit und siebzehn in Neriunaq. Ab 1943 wurden beide Wohnplätze zusammen als Neriunaq gezählt. 1947 lebten 52 Menschen dort, 1950 schon 74 und im Jahr darauf 85. Im selben Jahr wurde in Neriunaq eine Schule errichtet. Dennoch sank die Einwohnerzahl in den nächsten Jahren stark und 1960 lebten nur noch sechzehn Personen in Neriunaq, 1965 waren es nur noch acht. 1966 wurde die Schule geschlossen. 1968 hatte Neriunaq elf Einwohner, darunter ein Schafzüchter, und 1970 neun. 1983 verließ der letzte Bewohner den Ort. Seit 1992 wird Neriunaq als Schäfersiedlung genutzt, wobei es sich um die mit Abstand nördlichste Schäfersiedlung Grönlands handelt und die einzige außerhalb der Kommune Kujalleq.

## Bevölkerungsentwicklung
Um 1980 herum hatte Neriunaq etwa zwei Bewohner. Anschließend war die Siedlung mehrere Jahre unbewohnt. Heute leben wieder etwa fünf bis sieben Menschen hier. Einwohnerzahlen der Schäfersiedlungen sind letztmals für 2013 bekannt. Neriunaq wird statistisch unter „Farmen bei Kapisillit“ geführt.